# Горенє Картелєво
Горенє Картелєво (словен. Gorenje Karteljevo) — поселення в общині Ново Место, регіон Південно-Східна Словенія, Словенія. Висота над рівнем моря: 332,7 м.